# پوکا هیرکا (بولونزی)
پوکا هیرکا (به اسپانیایی: Puka Hirka) یک کوه در پرو است که در Peru, Ancash Region واقع شده‌است. پوکا هیرکا ۴٬۸۰۰ متر بالاتر از سطح دریا واقع شده‌است.